# Mina Popović
Mina Popović est une joueuse de volley-ball serbe née le 16 septembre 1994 à Kraljevo. Elle mesure 1,87 m et joue au poste de centrale. Elle totalise 68 sélections en équipe de Serbie.

## Clubs
| Club                        | De        | À         |
| --------------------------- | --------- | --------- |
| Postar 064 Belgrade         | 2009-2010 | 2009-2010 |
| Étoile Rouge                | 2010-2011 | 2014-2015 |
| Volley Towers               | 2015-2016 | 2015-2016 |
| Volley Bergamo              | 2016-2017 | 2017-2018 |
| Azzurra Volley San Casciano | 2018-2019 | 2018-2019 |
| VBC Casalmaggiore           | 2019-2020 | 2019-2020 |
| Pallavolo Scandicci         | 2020-2021 | …         |

## Palmarès

### Équipe nationale
- Championnat d'Europe
  - Vainqueur : 2017, 2019.
- Coupe du monde
  - Finaliste : 2015.
- Championnat d'Europe des moins de 20 ans
  - Finaliste : 2012.

### Clubs
- Championnat de Serbie
  - Vainqueur : 2012 , 2013.
  - Finaliste : 2014.
- Coupe de Serbie
  - Vainqueur : 2012 ,2013, 2014.
- Supercoupe de Serbie
  - Finaliste : 2013, 2014
- Supercoupe d'Italie
  - Finaliste : 2016.

### Distinctions individuelles
- Championnat d'Europe féminin de volley-ball des moins de 18 ans 2011: Meilleure contreuse.
- Championnat du monde de volley-ball féminin des moins de 18 ans 2011: Meilleure contreuse[5].
- Championnat d'Europe féminin de volley-ball des moins de 20 ans 2012: Meilleure contreuse.